# Capac
Capac – wieś w Stanach Zjednoczonych, w stanie Michigan, w hrabstwie St. Clair.